# 盧肯博
10°44′S 17°53′E / 10.733°S 17.883°E
盧肯博（葡萄牙語：Luquembo），是個位於安哥拉北部的城鎮，由馬蘭哲省負責管轄，北鄰坎本迪-卡滕博，面積10,971平方公里，2006年人口33,236，人口密度每平方公里3人。